# Kunstfurzer

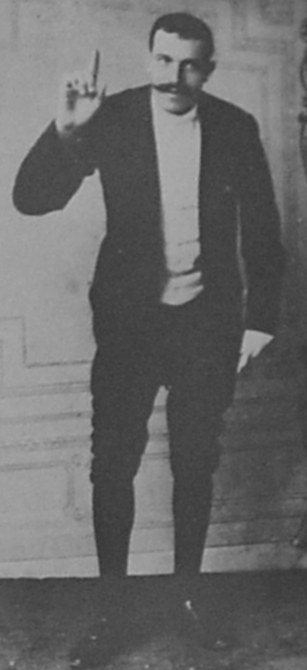
Der Franzose Joseph Pujol (1857–1945) war einer der bekanntesten Kunstfurzer.

Ein Kunstfurzer oder Flatulenzkünstler (englisch auch Flatulist) besitzt die Fähigkeit, die Tonhöhe der Abwinde zu modulieren, und ist in der Lage, die entsprechenden Geräusche so kontrolliert zu erzeugen, dass Akkorde oder erkennbare Melodien entstehen.

## Geschichte
Um 1900 herum war das Genre des Kunstfurzens beliebt genug, um Künstler wie den Franzosen Joseph Pujol (Le Pétomane) hauptberuflich zu ernähren. Pujol trat mit seiner Show auch im Pariser Varieté Moulin Rouge auf.
In André Hellers avantgardistischem Vergnügungspark Luna Luna – ein schönes Vergnügen traten 1987 mehrere Kunstfurzer im „Palast der Winde“ auf. Die Resonanz fiel unterschiedlich aus: Während einige Gäste begeistert waren, warfen andere den Veranstaltern vor, die Geräusche kämen lediglich vom Tonband.
Einer der heute bekanntesten Kunstfurzer ist der Brite Paul Oldfield, der unter dem Pseudonym „Mr. Methane“ auftritt. Obwohl er sich im Jahr 2006 zur Ruhe setzen wollte, tritt er gelegentlich noch auf, etwa im Oktober 2009 in der RTL-Show Das Supertalent oder 2020 in Balls – Für Geld mach ich alles auf ProSieben.
Bekannt ist auch der US-Amerikaner „Will the Farter“ („Will, der Furzer“), der durch Auftritte in der Howard Stern Show und Jackass bekannt wurde.

## Literarische Verarbeitung
In der Literaturzeitschrift neue deutsche literatur erschien 2001 Marcus Hammerschmitts Erzählung Tod eines Künstlers, welche die Geschichte des Kunstfurzers Filemon Geprägs behandelt.